# Laurêncio (comandante militar)
Laurêncio (em latim: Laurentius) foi um oficial romano do século IV, ativo durante o reinado do imperador Juliano, o Apóstata (r. 361–363). Exerceu função de capitão militar na Diocese do Oriente, talvez como tribuno. Sabe-se que era aparentado ao filósofo Libânio mediante casamento com uma mulher de nome desconhecido. Ele mantinha propriedades na Cilícia, em parte adquiridas, em parte através de sua esposa. Provavelmente ela morreu entre 361 e 363.